# Aellopobatis bavarica
Aellopobatis bavarica — викопний вид скатів вимерлої родини Spathobatidae, що існував у пізньому юрському періоді (верхній титон, 150 млн років тому). Добре збережений відбиток риби виявлено у Зольнгофенському вапняковому кар'єрі в околицях міста Зольнгофен в окрузі Середня Франконія на заході Баварії (Німеччина).

## Походження назви
Георг цу Мюнстер (1836) описав скам'янілість, що складалася зі спинного та хвостового плавців, що цілком може бути першою згадкою про цей рід, хоча це неможливо підтвердити через відсутність діагностичних ознак; він назвав його Aellopos на честь гарпії Аелло, істоти в грецькій міфології з тілом птаха та головою жінки. Щоб вшанувати цю оригінальну, але невизнану назву, автроритаксона назвали рибу Aellopobatis. Грецьке Ἀελλώ означає «грозовий вітер», а суфікс βατίς (batís) означає «промінь», і є типовим у назвах скатів.
Назва виду bavarica є латинською і означає «баварська», вказуючи на регіон походження голотипу.